# Andrea Cola
Andrea Cola (ur. 9 czerwca 1999 w Rzymie) – włoski kierowca wyścigowy.

## Biografia
Karierę sportową rozpoczął w 2009 roku od startów w kartingu. Ścigał się wówczas w mistrzostwach regionu Lazio w klasie 60 cm³. W latach 2011–2012 startował w klasie 125 Junior, zdobywając wicemistrzostwo w 2012 roku.
W czerwcu 2016 roku zadebiutował w Formule Abarth w ramach F2000 Italian Formula Trophy. Zwyciężył w klasie w swoim debiucie na torze Misano, a na koniec roku w klasie Formuły Abarth zdobył wicemistrzostwo. W 2017 roku zadebiutował Formułą 3, rywalizując Dallarą F312. Jednocześnie w tym samym roku zadebiutował w Austrii w ramach Austriackiej Formuły 3 i Österreichische Rennwagen Meisterschaft, rywalizował również w Pucharze Formuły 3 Strefy Środkowoeuropejskiej. W latach 2017–2019 zdobył mistrzostwo ÖRM, natomiast lata 2017–2018 zakończył również mistrzostwem Pucharu Formuły 3 Strefy Środkowoeuropejskiej. W 2019 roku zdobył mistrzostwo F2000 Italian Formula Trophy z przewagą trzech punktów nad Antoinem Bottirolim.

## Wyniki
| Legenda oznaczeń w tabelach wyników Wyświetl szablon na nowej stronie | Legenda oznaczeń w tabelach wyników Wyświetl szablon na nowej stronie                                                                     |
| Oznaczenie                                                            | Wyjaśnienie |
| --------------------------------------------------------------------- | --- |
| Złoty                                                                 | Zwycięzca lub mistrzostwo |
| Srebrny                                                               | 2. miejsce lub wicemistrzostwo |
| Brązowy                                                               | 3. miejsce lub II wicemistrzostwo |
| Zielony                                                               | Ukończył, punktował (w klasyfikacji generalnej, gdy zdobył co najmniej jeden punkt na przestrzeni sezonu, poza trzema powyższymi opcjami) |
| Niebieski                                                             | Ukończył, nie punktował (w klasyfikacji generalnej, gdy nie zdobył co najmniej jednego punktu na przestrzeni sezonu)                      |
| Czerwony                                                              | Nie zakwalifikował się (NZ) |
| Czerwony                                                              | Nie prekwalifikował się (NPK) |
| Różowy                                                                | Nie ukończył (NU) |
| Różowy                                                                | Niesklasyfikowany (NS) (w klasyfikacji generalnej, gdy nie został sklasyfikowany w żadnym wyścigu sezonu)                                 |
| Czarny                                                                | Zdyskwalifikowany (DK) |
| Czarny                                                                | Wykluczony (WYK/EX) |
| Biały                                                                 | Nie wystartował (NW) |
| Biały                                                                 | Kontuzjowany (K/INJ) |
| Biały                                                                 | Wyścig odwołany (OD/C) |
| Bez koloru                                                            | Został wycofany (WYC/WD) |
| Bez koloru                                                            | Nie przybył (NP/DNA) |
| Bez koloru                                                            | Nie brał udziału w treningach (NT/DNP) |
| Bez koloru                                                            | Nie został zgłoszony (–) |
| Pogrubienie                                                           | Start z pole position |
| Kursywa                                                               | Najszybsze okrążenie wyścigu |
| †                                                                     | Nie ukończył, ale jego rezultat został zaliczony ze względu na przejechanie więcej niż 90% dystansu wyścigu.                              |
| *                                                                     | Sezon w trakcie |
| 1/2/3                                                                 | Punktowana pozycja w sprincie kwalifikacyjnym                                                                                             |
| Lista systemów punktacji Formuły 1                                    | |

### F2000 Italian Formula Trophy
| Rok  | Zespół          | Samochód     | Silnik     | Wyniki w poszczególnych eliminacjach | Wyniki w poszczególnych eliminacjach | Wyniki w poszczególnych eliminacjach | Wyniki w poszczególnych eliminacjach | Wyniki w poszczególnych eliminacjach | Wyniki w poszczególnych eliminacjach | Wyniki w poszczególnych eliminacjach | Wyniki w poszczególnych eliminacjach | Wyniki w poszczególnych eliminacjach | Wyniki w poszczególnych eliminacjach | Wyniki w poszczególnych eliminacjach | Wyniki w poszczególnych eliminacjach | Wyniki w poszczególnych eliminacjach | Wyniki w poszczególnych eliminacjach | Pkt. | Msc. |
| ---- | --------------- | ------------ | ---------- | ------------------------------------ | ------------------------------------ | ------------------------------------ | ------------------------------------ | ------------------------------------ | ------------------------------------ | ------------------------------------ | ------------------------------------ | ------------------------------------ | ------------------------------------ | ------------------------------------ | ------------------------------------ | ------------------------------------ | ------------------------------------ | ---- | ---- |
| 2016 |                 |              |            | Włochy                               | Włochy                               | Włochy                               | Włochy                               | Włochy                               | Włochy                               | Włochy                               | Włochy                               | Niemcy                               | Niemcy                               | Włochy                               | Włochy                               | Włochy                               | Włochy                               | 40   | 16   |
| 2016 | Monolite Racing | Tatuus FA010 | Fiat       | -                                    | -                                    | -                                    | -                                    | -                                    | -                                    | 11                                   | 11                                   | -                                    | -                                    | 13                                   | 11                                   | 12                                   | 13                                   | 40   | 16   |
| 2017 |                 |              |            | Włochy                               | Włochy                               | Włochy                               | Włochy                               | Belgia                               | Belgia                               | Włochy                               | Włochy                               | Włochy                               | Włochy                               | Włochy                               | Włochy                               | Włochy                               | Włochy                               | 210  | 5    |
| 2017 | Monolite Racing | Dallara F312 | Mercedes   | 11                                   | 3                                    | 7                                    | 11                                   | ?                                    | ?                                    | 2                                    | 3                                    | 1                                    | 2                                    | 6                                    | 6                                    | -                                    | -                                    | 210  | 5    |
| 2019 |                 |              |            | Włochy                               | Włochy                               | Austria                              | Austria                              | Włochy                               | Włochy                               | Włochy                               | Włochy                               | Czechy                               | Czechy                               | Węgry                                | Węgry                                | Węgry                                |                                      | 277  | 1    |
| 2019 | Monolite Racing | Dallara F312 | Volkswagen | 4                                    | 2                                    | 3                                    | 2                                    | 5                                    | 2                                    | 4                                    | 1                                    | 6                                    | 6                                    | 3                                    | 3                                    | 1                                    |                                      | 277  | 1    |

### Austriacka Formuła 3
| Rok  | Zespół          | Samochód     | Silnik     | Wyniki w poszczególnych eliminacjach | Wyniki w poszczególnych eliminacjach | Wyniki w poszczególnych eliminacjach | Wyniki w poszczególnych eliminacjach | Wyniki w poszczególnych eliminacjach | Wyniki w poszczególnych eliminacjach | Wyniki w poszczególnych eliminacjach | Wyniki w poszczególnych eliminacjach | Wyniki w poszczególnych eliminacjach | Wyniki w poszczególnych eliminacjach | Wyniki w poszczególnych eliminacjach | Wyniki w poszczególnych eliminacjach | Wyniki w poszczególnych eliminacjach | Wyniki w poszczególnych eliminacjach | Wyniki w poszczególnych eliminacjach | Pkt. | Msc. |
| ---- | --------------- | ------------ | ---------- | ------------------------------------ | ------------------------------------ | ------------------------------------ | ------------------------------------ | ------------------------------------ | ------------------------------------ | ------------------------------------ | ------------------------------------ | ------------------------------------ | ------------------------------------ | ------------------------------------ | ------------------------------------ | ------------------------------------ | ------------------------------------ | ------------------------------------ | ---- | ---- |
| 2017 |                 |              |            | Niemcy                               | Niemcy                               | Włochy                               | Włochy                               | Austria                              | Austria                              | Belgia                               | Belgia                               | Niemcy                               | Niemcy                               | Czechy                               | Czechy                               | Włochy                               | Włochy                               |                                      | 107  | 5    |
| 2017 | Monolite Racing | Dallara F312 | Mercedes   | -                                    | -                                    | -                                    | -                                    | 4                                    | 1                                    | 3                                    | NU                                   | -                                    | -                                    | 5                                    | 3                                    | 3                                    | 3                                    |                                      | 107  | 5    |
| 2018 |                 |              |            | Niemcy                               | Niemcy                               | Austria                              | Austria                              | Włochy                               | Włochy                               | Czechy                               | Czechy                               | Niemcy                               | Niemcy                               | Włochy                               | Włochy                               | Czechy                               | Czechy                               |                                      | 160  | 2    |
| 2018 | Monolite Racing | Dallara F312 | Mercedes   | NU                                   | 8                                    | 3                                    | 2                                    | 1                                    | 4                                    | 6                                    | 6                                    | 2                                    | 2                                    | 5                                    | 7                                    | 5                                    | 6                                    |                                      | 160  | 2    |
| 2019 |                 |              |            | Włochy                               | Włochy                               | Austria                              | Austria                              | Włochy                               | Włochy                               | Czechy                               | Czechy                               | Włochy                               | Włochy                               | Czechy                               | Czechy                               | Węgry                                | Węgry                                | Węgry                                | 229  | 2    |
| 2019 | Monolite Racing | Dallara F312 | Volkswagen | 5                                    | 3                                    | 5                                    | 4                                    | 3                                    | 2                                    | 3                                    | 3                                    | 3                                    | 1                                    | 6                                    | 5                                    | 2                                    | 2                                    | 1                                    | 229  | 2    |